# Thomas Maloney Westgård
Thomas Hjalmar Maloney Westgård (* 10. Oktober 1995 in Leka) ist ein irisch-norwegischer Skilangläufer.

## Werdegang
Geboren und aufgewachsen im norwegischen Leka als Sohn eines Norwegers und einer Irin, startete Westgård im Januar 2016 in Östersund erstmals im Skilanglauf-Scandinavian-Cup. Dort belegte er den 101. Platz über 15 km Freistil, den 93. Rang im Sprint und den 72. Platz im 15-km-Massenstartrennen. Im Skilanglauf-Weltcup debütierte er zu Beginn der Saison 2016/17 bei der Minitour in Lillehammer, die er auf dem 76. Platz beendete. Im weiteren Saisonverlauf folgten vier Rennen im Weltcup. Sein bestes Resultat dabei war der 44. Platz im 50-km-Massenstartrennen in Oslo. Beim Saisonhöhepunkt den Nordischen Skiweltmeisterschaften 2017 in Lahti kam er auf den 77. Platz im Sprint, auf den 58. Rang im Skiathlon und auf den 49. Platz über 15 km klassisch. Im folgenden Jahr lief er bei den Olympischen Winterspielen in Pyeongchang auf den 63. Platz über 15 km Freistil, auf den 62. Rang im Sprint und auf den 60. Platz im Skiathlon. Seine besten Platzierungen bei den Nordischen Skiweltmeisterschaften 2019 in Seefeld in Tirol waren der 35. Platz über 15 km klassisch und der 27. Rang zusammen mit Jan Rossiter im Teamsprint. Im März 2019 holte er in Oslo mit dem 22. Platz im 50-km-Massenstartrennen seine ersten Weltcuppunkte.
Nach Platz 61 beim Ruka Triple zu Beginn der Saison 2020/21, errang Westgård den 38. Platz bei der Tour de Ski 2021. Seine beste Platzierung bei den Nordischen Skiweltmeisterschaften 2021 in Oberstdorf war der 25. Platz im 50-km-Massenstartrennen. In der folgenden Saison errang er bei der Tour de Ski 2021/22 den 43. Platz und bei den Olympischen Winterspielen 2022 in Peking den 43. Platz im Skiathlon, den 29. Platz im 50-km-Massenstartrennen sowie den 14. Platz über 15 km klassisch.

## Teilnahmen an Weltmeisterschaften und Olympischen Winterspielen

### Olympische Spiele
- 2018 Pyeongchang: 57. Platz 30 km Skiathlon, 59. Platz 15 km Freistil, 59. Platz Sprint klassisch
- 2022 Peking: 14. Platz 15 km klassisch, 29. Platz 50 km Freistil Massenstart, 43. Platz 30 km Skiathlon

### Nordische Skiweltmeisterschaften
- 2017 Lahti: 47. Platz 15 km klassisch, 56. Platz 30 km Skiathlon, 75. Platz Sprint Freistil
- 2019 Seefeld in Tirol: 26. Platz Teamsprint klassisch, 35. Platz 15 km klassisch, 50. Platz 30 km Skiathlon, 65. Platz Sprint Freistil
- 2021 Oberstdorf: 25. Platz 50 km klassisch Massenstart, 32. Platz 30 km Skiathlon, 41. Platz 15 km Freistil, 44. Platz Sprint klassisch
- 2023 Planica: 18. Platz 50 km klassisch Massenstart, 26. Platz 15 km Freistil, 30. Platz 30 km Skiathlon, 47. Platz Sprint klassisch
- 2025 Trondheim: 13. Platz 50 km Freistil Massenstart, 18. Platz 20 km Skiathlon, 33. Platz Teamsprint klassisch, 41. Platz 10 km klassisch

## Platzierungen im Weltcup

### Weltcup-Statistik
Die Tabelle zeigt die erreichten Platzierungen im Einzelnen.
- 1.–3. Platz: Anzahl der Podiumsplatzierungen
- Top 10: Anzahl der Platzierungen unter den ersten zehn
- Punkteränge: Anzahl der Platzierungen innerhalb der Punkteränge
- Starts: Anzahl gelaufener Rennen in der jeweiligen Disziplin
- Hinweis: Bei den Distanzrennen erfolgt die Einordnung gemäß FIS.

| Platzierung               | Distanzrennen a | Distanzrennen a | Distanzrennen a | Distanzrennen a | Distanzrennen a | Skiathlon Verfolgung | Sprint | Etappen- rennen b | Gesamt | Team c | Team c  |
| Platzierung               | ≤ 5 km          | ≤ 10 km         | ≤ 15 km         | ≤ 30 km         | > 30 km         | Skiathlon Verfolgung | Sprint | Etappen- rennen b | Gesamt | Sprint | Staffel |
| ------------------------- | --------------- | --------------- | --------------- | --------------- | --------------- | -------------------- | ------ | ----------------- | ------ | ------ | ------- |
| 1. Platz                  |                 |                 |                 |                 |                 |                      |        |                   |        |        |         |
| 2. Platz                  |                 |                 |                 |                 |                 |                      |        |                   |        |        |         |
| 3. Platz                  |                 |                 |                 |                 |                 |                      |        |                   |        |        |         |
| Top 10                    |                 | 2               | 1               | 1               |                 |                      |        |                   | 4      |        |         |
| Punkteränge               |                 | 11              | 6               | 12              | 4               | 6                    | 2      | 3                 | 44     |        |         |
| Starts                    |                 | 22              | 29              | 15              | 7               | 25                   | 30     | 10                | 138    |        |         |
| Stand: Saisonende 2024/25 |                 |                 |                 |                 |                 |                      |        |                   |        |        |         |

### Weltcup-Gesamtplatzierungen
| Saison  | Gesamt | Gesamt | Distanz | Distanz | Sprint | Sprint |
| Saison  | Punkte | Platz  | Punkte  | Platz   | Punkte | Platz  |
| ------- | ------ | ------ | ------- | ------- | ------ | ------ |
| 2018/19 | 9      | 127.   | 9       | 88.     | -      | -      |
| 2019/20 | 24     | 97.    | 19      | 62.     |        |        |
| 2020/21 | 50     | 73.    | 37      | 58.     | 3      | 90.    |
| 2021/22 | 5      | 142.   | -       | -       | -      | -      |
| 2022/23 | 277    | 59.    | 235     | 39.     | -      | -      |
| 2023/24 | 385    | 49.    | 352     | 29.     | -      | -      |
| 2024/25 | 476    | 30.    | 398     | 21.     | -      | -      |